# Даниела Тренчева
Даниела Тренчева е българска журналистка от Нова телевизия, водеща на „Новините на NOVA“. Прави редица репортажи и разследвания за разкриване на престъпни схеми. Преди това работи за кратко в БНТ.

## Биография
Родена е на 2 май 1979 г. в София, Народна република България. Завършва Италианския лицей, а след това завършва видеооператорско майсторство във Факултета по журналистика и масова комуникация към Софийския университет „Св. Климент Охридски“. По-късно завършва и културология пак в същия университет.
Явява се конкурс за работа в Българската национална телевизия, на който е одобрена, но не остава за дълго. По-късно постъпва на работа в Нова телевизия и става водеща на предаването „На чисто“, където придобива опит като разследващ и криминален журналист. Заради приноса си към разкриването на престъпления и случаи с корупция през 2008 г. получава отличието „Достойните българи на годината“, а впоследствие получава и редица други награди от международни фестивали за разследваща журналистика и публицистика.